# ۱۹۴۷

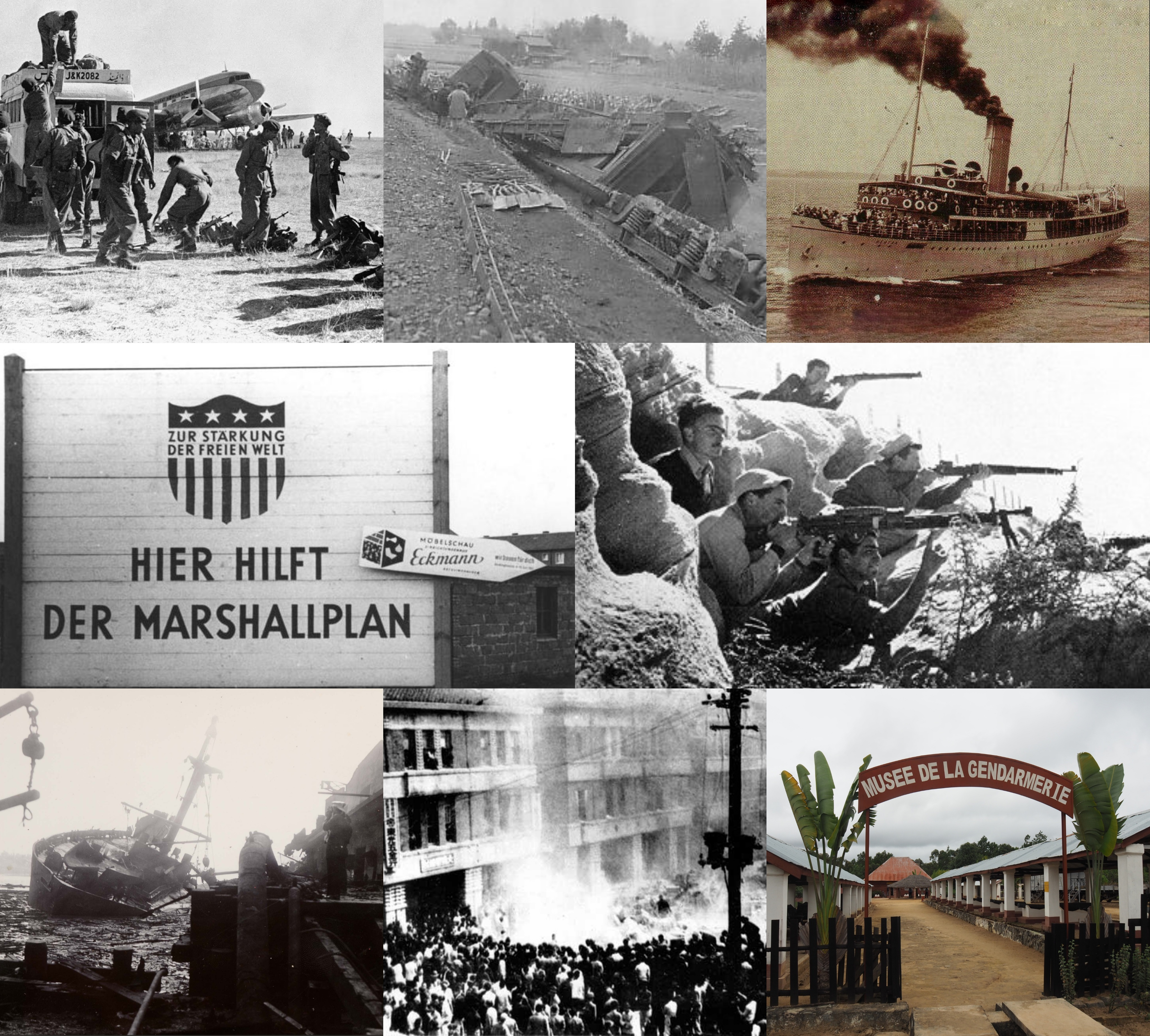

سال ۱۹۴۷ (هزار و نهصد و چهل و هفت) میلادی، سالی از دهه ۱۹۴۰ در سده ۲۰ میلادی بود.

## رویدادها
- ۴ اوت – استقلال کشور پاکستان از بریتانیای کبیر.
- ۲۹ نوامبر – تصویب قطعنامه ۱۸۱ مجمع عمومی سازمان ملل متحد موسوم به طرح تقسیم فلسطین.
- تأسیس فرودگاه دشت ناز ساری

## زادروزها
- ۱۹ ژوئن - سلمان رشدی، نویسنده هندی الاصل انگلیسی؛ نویسنده کتاب معروف آیات شیطانی
- ۳۰ ژوئیه - آرنولد شوارزنگر، بازیگر و سیاست‌مدار اتریشی الاصل آمریکا
- ۱۸ آوریل - یرزی اشتور، بازیگر و کارگردان لهستانی
- ۲۲ دسامبر - پورفیریو لوبو: رئیس‌جمهور هندوراس.
- ۶ ژانویه – سندی دنی، خواننده-ترانه‌سرا، خواننده، و ترانه‌سرا بریتانیایی (د. ۱۹۷۸)
- ۱۵ ژانویه – آندره‌آ مارتین، بازیگر آمریکایی
- ۱۹ ژانویه – پائولا دین، بازیگر آمریکایی
- ۲ فوریه – فارا فاست، بازیگر و مدل آمریکایی (د. ۲۰۰۹)
- ۲۴ فوریه – ادوارد جیمز آلموس، بازیگر و کارگردان آمریکایی
- ۲۵ فوریه – دوگ یول، خواننده و موسیقی‌دان آمریکایی
- ۱ مارس – آلن تیک، بازیگر و ترانه‌سرا کانادایی
- ۱۹ مارس – گلن کلوز، صداپیشه، بازیگر، و کارگردان آمریکایی
- ۲۲ مارس – جیمز پترسون، نویسنده آمریکایی
- ۲۵ مارس – التون جان، خواننده-ترانه‌سرا، خواننده، و آهنگساز بریتانیایی
- ۲۷ مارس – والتر موسبرگ، ژورنالیست و نویسنده آمریکایی
- ۵ آوریل – گلوریا آرویو، اقتصاددان و سیاست‌مدار فیلیپینی
- ۶ آوریل – جان راتزنبرگر، صداپیشه و بازیگر آمریکایی
- ۲۱ آوریل – ایگی پاپ، خواننده آمریکایی
- ۲۵ آوریل – یوهان کرایف، بازیکن فوتبال هلندی
- ۲۹ آوریل – تامی جیمز، خواننده آمریکایی
- ۶ مه – مارتا نوسبوم، نویسنده و فیلسوف آمریکایی
- ۸ مه – رابرت هرویتس، زیست‌شناس آمریکایی
- ۱۲ مه – مایکل ایگناتیف، فیلسوف، ژورنالیست، سیاست‌مدار، نویسنده، و تاریخ‌نگار کانادایی
- ۱۳ مه – استیون دونالسون، نویسنده آمریکایی
- ۴ ژوئن – ویکتور کلیما، سیاست‌مدار اتریشی
- ۵ ژوئن – لوری اندرسون، طراح رقص، موسیقی‌دان، خواننده، شاعر، و آهنگساز آمریکایی
- ۲۰ ژوئن – کندی کلارک، بازیگر آمریکایی
- ۲۱ ژوئن – فرناندو ساواتر، فیلسوف، مقاله‌نویس و نویسندهٔ اهل اسپانیا
- ۲۸ ژوئن – آلان تیتلی، نویسنده، استاد دانشگاه و روزنامه‌نگار اهل جمهوری ایرلند
- ۲ ژوئیه – لری دیوید، تهیه‌کننده، فیلمنامه‌نویس، بازیگر، و نویسنده آمریکایی
- ۶ اوت – محمد نجیب‌الله، سیاست‌مدار و دیپلمات افغان (د. ۱۹۹۶)
- ۲۲ اوت – سیندی ویلیامز، بازیگر و تهیه‌کننده آمریکایی
- ۲۷ اوت – باربارا باک، بازیگر و مدل آمریکایی
- ۲۹ اوت – تمپل گراندین، معلم، نویسنده، و زیست‌شناس آمریکایی
- ۳۰ اوت – آلن راک، وکیل و سیاست‌مدار کانادایی
- ۳ سپتامبر – شل مگنه بوندویک، سیاست‌مدار و دیپلمات نروژی
- ۲۳ سپتامبر – مری کی پلیس، بازیگر و خواننده آمریکایی
- ۲۸ سپتامبر – شیخ حسینه، سیاست‌مدار بنگلادشی
- ۵ اکتبر – برایان جانسن، خواننده بریتانیایی
- ۱۳ اکتبر – سمی هیگار، خواننده-ترانه‌سرا، موسیقی‌دان، گیتاریست، و خواننده آمریکایی
- ۲۴ اکتبر – کوین کلاین، صداپیشه، بازیگر، و کارگردان آمریکایی
- ۲۵ اکتبر – گلن تیپتن، ترانه‌سرا و گیتاریست بریتانیایی
- ۲۹ اکتبر – ریچارد دریفوس، بازیگر آمریکایی
- ۳۱ اکتبر – هرمن ون رومپوی، سیاست‌مدار و اقتصاددان بلژیکی
- ۱۳ نوامبر – جو مانتگنا، بازیگر آمریکایی
- ۹ دسامبر – تام دشل، افسر و سیاست‌مدار آمریکایی
- ۱۲ دسامبر – ویل الساپ، معمار انگلیسی
- ۳۰ دسامبر – جف لین، خواننده-ترانه‌سرا، موسیقی‌دان، گیتاریست، و آهنگساز بریتانیایی

## درگذشت‌ها
- ۵ آوریل - ملکه جهان: مادر احمدشاه قاجار.
- ۲۰ مه فیلیپ لنارت فیزیکدان مجار و برنده جایزه فیزیک نوبل.
- ۲۰ نوامبر - ولفگانگ بورشرت، نمایشنامه‌نویس و نویسنده آلمانی.
- ۲۳ ژانویه – پیر بونار، نقاش فرانسوی (ز. ۱۸۶۷)
- ۲۰ مارس – ویکتور گلداشمیت، شیمی‌دان نروژی (ز. ۱۸۸۸)
- ۱ آوریل – جرج دوم یونان، سیاست‌مدار یونانی (ز. ۱۸۹۰)
- ۱۶ آوریل – رودلف هوس، سرباز آلمانی (ز. ۱۹۰۰)
- ۲۴ آوریل – ویلا کاتر، نویسنده و شاعر آمریکایی (ز. ۱۸۷۳)
- ۲۴ مه – شارل-فردینان راموز، نویسنده سوئیسی (ز. ۱۸۷۸)
- ۲۸ مه – آوگوست آیگروبر، سیاست‌مدار اتریشی
- ۳۱ مه – آدریانا امس، بازیگر آمریکایی (ز. ۱۹۰۷)
- ۲۶ ژوئن – آر. بی. بنت، سیاست‌مدار، وکیل، و دیپلمات کانادایی (ز. ۱۸۷۰)
- ۱۹ ژوئیه – انگ سن، سیاست‌مدار اهل میانمار (ز. ۱۹۱۵)
- ۲۱ سپتامبر – هری کری (بازیگر)، فیلمنامه‌نویس، بازیگر، و کارگردان آمریکایی (ز. ۱۸۷۸)
- ۱ اکتبر – آلیو بردن، بازیگر آمریکایی (ز. ۱۹۰۶)
- ۱۷ اکتبر – جان هالیدی (هنرپیشه)، بازیگر آمریکایی (ز. ۱۸۸۰)
- ۲۵ نوامبر – لئون-پل فارگ، شاعر فرانسوی (ز. ۱۸۷۶)
- ۱ دسامبر – آلیستر کراولی، نویسنده، شاعر و بنیانگذار آیین تلما (ز. ۱۸۷۵)
- ۱۷ دسامبر – یوهانس نیکولاس برونستد، شیمی‌دان دانمارکی (ز. ۱۸۷۹)